# Airiti
Airiti ist ein Ortsteil des Ortes Hera im osttimoresischen Suco Hera (Verwaltungsamt Cristo Rei, Gemeinde Dili).

## Geographie
Airiti ist der westlichste Ausläufer des Ortes Hera. Es liegt an der Avenida Hera, die in die Landeshauptstadt Dili führt. Die meisten Häuser befinden sich an der Südseite der Straße, die zur Aldeia Mota Quic gehört. Die Nordseite gehört zur Aldeia Acanuno. Obwohl nur knapp drei Kilometer von der Nordküste der Insel Timor entfernt, liegt Airiti bereits in einer Meereshöhe von 38 m. Ein Seitenarm des Quiks, der nur zur Regenzeit Wasser führt, bildet die Ostgrenze zu Heras Ortsteil Mota Quic. Ein anderer Arm markiert die Westgrenze zum Ort Acanuno.